# دير ستاندرد
دير ستاندرد هي صحيفة يومية نمساوية تنشر في فيينا.